# Наводнение в Южной Африке (2010—2011)
Наводнения в южной Африке (2010—2011) — серия наводнений, проходивших в семи странах юга Африки из-за непрекращающихся с декабря 2010 дождей. Тысячи людей были эвакуированы, 141 человек числятся погибшими. Большее число жертв (41 человек) было зафиксировано в ЮАР, несмотря на то, что власти той страны предприняли все возможные меры для эвакуации жителей. В Мозамбике было эвакуировано более 13000 человек, 13 человек погибли. В остальных странах в общей сложности было зафиксировано около ста погибших.
Всего наводнения затронули семь стран: ЮАР, Мозамбик, Малави, Зимбабве, Намибию, Ботсвану и Замбию. Ущерб от наводнений составляет $1,4 млрд.

## Причины
Основной причиной стихийных бедствий называют также Эль-Ниньо, которое также привело к наводнениям и оползням в Рио-де-Жанейро.